# Хаята, Бундзо
Бундзо́ Хая́та (яп. 早田 文藏 Хаята Бундзо:, 1874 — 1934) — японский ботаник, внёсший значительный вклад в развитие ботаники не только в Японии, но и на международной арене. Он также известен своими работами в области таксономии и систематике растений Японии и Тайваня.
Хаято был одним из основателей Японского ботанического общества, профессором императорского Токийского университета и третьим директором научно-исследовательского ботанического сада.

## Ранняя жизнь
Бундзо Хаята родился в набожной буддийской семье в Камо, Ниигата, 2 декабря 1874 года. В 16 лет Хаята заинтересовался ботаникой и в 1892 году вступил в Токийское ботаническое общество. Его обучение в школе было отложено из-за ряда семейных обстоятельств, тем самым он окончил среднюю школу в возрасте 23 лет. После окончания средней школы в 1897 году Хаято продолжил своё обучение в Токийском университете, где изучал ботанику. В 1901 году он получил степень бакалавра, а в 1905 году степень магистра. В 1906 году Хаято отправился в США для дальнейшего обучения и исследования работы современных лабораторий. Он работал в различных университетах, включая Йельский университет и институт Карнеги в Вашингтоне. Он познакомился с известными учеными своего времени, включая Томаса Ханта Моргана и Чарльза Сандерса Пирса. Вернувшись в Японию в 1911 году, он стал профессором в Токийском университете и начал работу над своими исследованиями.

## Растения, описанные Хаятой
- Куннингамия Подсемейство Cunninghamoideae  (Hayata) Quinn[2]
- Пихта Каваками Abies kawakamii Ito (Пихта Мариса = Abies mariesii var. kawakamii Hayata)[3]
- Граб Каваками Carpinus kawakamii Hayata

- Аббревиатура «Хаята» используется для обозначения Бундзо Хаята как авторитета в области научного описания и классификации овощей.